# Delosperma framesii
Delosperma framesii är en isörtsväxtart som beskrevs av L. Bol.. Delosperma framesii ingår i släktet Delosperma, och familjen isörtsväxter. Inga underarter finns listade i Catalogue of Life.